# 英屬巴勒斯坦託管地國家足球隊
英屬巴勒斯坦託管地國家足球隊（英語：Mandatory Palestine national football team），也被稱為以色列土地國家足球隊（希伯來語：‎，意為「以色列土地國家足球隊」），代表英國的巴勒斯坦託管地參加國際足球比賽，並由巴勒斯坦足球協會（‎，意為「以色列土地足球協會」）管理。
該隊於1928年由猶太體育組織麥卡比世界聯盟（Maccabi World Union）的領導者約瑟夫·耶庫提埃利（Yosef Yekutieli）創立，並在新成立的「巴勒斯坦足球協會」下成立，這個名稱是為了符合國際足協的會員資格（要求球隊能代表其國家的人口）。儘管在實際上該組織幾乎完全是猶太人組織，當時猶太人只佔該國人口的少數，但它在1929年獲得了國際足協的會員資格。1934年，所有參與該組織的阿拉伯人退出足協，因為他們認為自己被當作「遮羞布」。
該隊只進行過五場官方比賽（四場國際足協世界盃外圍賽和一場友誼賽）。英國於1947年將巴勒斯坦地位問題交由聯合國決定，最終通過聯合國大會第181號決議，將巴勒斯坦地區分割為猶太國與阿拉伯國，猶太人接受該方案並建立以色列，1948年以色列正式立國後改以以色列國家男子足球隊參賽國際比賽。

## 歷史

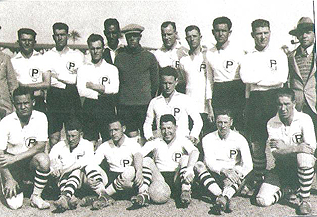
英屬巴勒斯坦在1931年於埃及的巡迴賽。

足球是在第一次世界大戰期間由英國軍隊引入巴勒斯坦。在戰後這項運動的發展由「在其本國接觸過足球的歐洲猶太人」繼續進行。巴勒斯坦足球協會於1928年8月成立，並申請成為國際足協的會員。它於1929年6月6日獲國際足協被接受為成員。
根據國際足協規則，該協會必須要求協會必須代表所有巴勒斯坦的人口。這意味著在足協組織和運作上應該考慮到所有族群的參與，無論是猶太人還是阿拉伯人，但實際上協會卻由猶太球員和高層主導。
根據伊薩姆·哈利迪（Issam Khalidi）的說法，協會的「猶太領導層」系統性地限制阿拉伯人的參與，確保猶太人俱樂部佔據其大多數，強制使用希伯來語進行官方溝通，並在其標誌中添加猶太復國主義的旗幟。因此巴勒斯坦內阿拉伯球員抵制國家隊，並在1934年，阿拉伯俱樂部退出協會，成立了「巴勒斯坦體育總會」。
在1948年英國託管結束之前，英屬巴勒斯坦託管地國家足球隊進行五場比賽。在這五場比賽中，國家隊只派出猶太球員。每場比賽前都播放了三首國歌：英國的《天佑國王》，猶太（及未來以色列）的《哈提克瓦》和對方隊伍的國歌。

## 國際足協世界盃紀錄
| 國際足協世界盃 | 國際足協世界盃           | 國際足協世界盃           | 國際足協世界盃           | 國際足協世界盃           | 國際足協世界盃           | 國際足協世界盃           | 國際足協世界盃           | 國際足協世界盃           |                          | 國際足協世界盃外圍賽     | 國際足協世界盃外圍賽     | 國際足協世界盃外圍賽     | 國際足協世界盃外圍賽     | 國際足協世界盃外圍賽     | 國際足協世界盃外圍賽     | 國際足協世界盃外圍賽     |
| 年份           | 階段                     | 排名                     | 出場次數                 | 勝                       | 平                       | 負                       | 進球                     | 失球                     | 最終結果                 | 出場次數                 | 勝                       | 平                       | 負                       | 進球                     | 失球                     |                          |
| 1930年         | 未參賽                   | 未參賽                   | 未參賽                   | 未參賽                   | 未參賽                   | 未參賽                   | 未參賽                   | 未參賽                   | 未參賽                   | 未參賽                   | 未參賽                   | 未參賽                   | 未參賽                   | 未參賽                   |                          |                          |
| 1934年         | 未能出線                 | 未能出線                 | 未能出線                 | 未能出線                 | 未能出線                 | 未能出線                 | 未能出線                 | 未能出線                 | 未能出線                 | 次名                     | 2                        | 0                        | 0                        | 2                        | 2                        | 11                       |
| 1938年         | 未能出線                 | 未能出線                 | 未能出線                 | 未能出線                 | 未能出線                 | 未能出線                 | 未能出線                 | 未能出線                 | 未能出線                 | 次名                     | 2                        | 0                        | 0                        | 2                        | 1                        | 4                        |
| 1950年–現在    | 參見以色列國家男子足球隊 | 參見以色列國家男子足球隊 | 參見以色列國家男子足球隊 | 參見以色列國家男子足球隊 | 參見以色列國家男子足球隊 | 參見以色列國家男子足球隊 | 參見以色列國家男子足球隊 | 參見以色列國家男子足球隊 | 參見以色列國家男子足球隊 | 參見以色列國家男子足球隊 | 參見以色列國家男子足球隊 | 參見以色列國家男子足球隊 | 參見以色列國家男子足球隊 | 參見以色列國家男子足球隊 | 參見以色列國家男子足球隊 | 參見以色列國家男子足球隊 |
| 總數           |                          | 0/3                      | 0                        | 0                        | 0                        | 0                        | 0                        | 0                        | 總數                     | 4                        | 0                        | 0                        | 4                        | 3                        | 15                       |                          |

## 比賽
| 1934年3月16日 1934年國際足協世界盃外圍賽 | 埃及                                                     | 7–1  | 英屬巴勒斯坦託管地 | 埃及，开罗                                                                     |
|                                          | - Mokhtar 11', 35', 51' - Taha 21', 79' - Latif 43', 87' | 報告 | - Nudelman 61'     | 場館： British Army Ground 入場人數： 13,000 ： Stanley Wells (英格蘭足球總會) |

| 1934年4月6日 1934年國際足協世界盃外圍賽 | 英屬巴勒斯坦託管地 | 1–4  | 埃及                                     | 巴勒斯坦託管地，特拉维夫                                                    |
|                                         | - Sukenik 54'      | 報告 | - Latif 2' - Mokhtar 7', 22' - Fawzi 35' | 場館： 棕榈球场 入場人數： 8,000 ： Frederick John Goodsby (英格蘭足球總會) |

| 1938年1月22日 1938年國際足協世界盃外圍賽 | 英屬巴勒斯坦託管地 | 1–3  | 希腊                                | 巴勒斯坦託管地，特拉维夫                                      |
|                                          | - Neufeld 36'      | 報告 | - Vikelidis 15', 30' - Migiakis 73' | 場館： 马卡比球场 入場人數： 8,000 ： Mohammed Youssef (埃及) |

| 1938年2月20日 1938年國際足協世界盃外圍賽 | 希腊              | 1–0  | 英屬巴勒斯坦託管地 | 希臘，雅典                                                                        |
|                                          | Vikelidis 88'（） | 報告 |                    | 場館： 阿波斯托洛斯·尼古拉迪斯體育場 入場人數： 12,000 ： Mika Popović (南斯拉夫) |

| 1940年4月27日 熱身賽 | 英屬巴勒斯坦託管地                                                   | 5–1  | 黎巴嫩        | 巴勒斯坦託管地，特拉维夫                                                   |
| 16:00 UTC+03:00      | - Meitner 2' - Schneiderovitz 11'（） - Machlis 32' - Kaspi 40', 60' | 報告 | - Cordahi 50' | 場館： 马卡比亚体育场 入場人數： 10,000 ： John Blackwell (英格蘭足球總會) |

## 註解
1. ↑  理查德·亨肖（Richard Henshaw）的百科全書亦指出，「整個阿拉伯世界的伊斯蘭信仰抵制西方文化機構，例如足球，直到第二次世界大戰後，屆時阿拉伯人參與以色列足球的發展幾乎是不可能的。」[6]